# Cabaza
Cabaza ist ein deutsches Schlagzeug-Ensemble.

## Geschichte
Cabaza wurde 1983 von Hermann Schwander mit seinen damaligen Studenten Hans-Günter Brodmann, Tilo Heider und Sandor Toth anlässlich der Uraufführung von „Galerie“ für Schlagzeugquartett des Komponisten Werner Heider gegründet.
Neben Konzerten in Deutschland und Auftritten innerhalb von Percussion- und Neue-Musik-Festivals, unter anderem in München, Hannover, Berlin, Bonn und beim Schleswig-Holstein Musik Festival, wurde Cabaza zu Konzertreisen nach Österreich, Ungarn und Japan eingeladen.
Weitere Mitglieder der Gruppe waren Roland Schmidt und Axel Dinkelmeyer.
Aktuelle Besetzung: Hans-Günter Brodmann, Hermann Schwander, Radek Szarek und Werner Treiber.
Cabaza spielte zahlreiche Uraufführungen und arbeitete häufig mit Komponisten wie zum Beispiel Werner Heider, Peter Kiesewetter, Nicolaus A. Huber, Klaus Hashagen, Ney Rosauro, Erkki-Sven Tüür zusammen.
Im Herbst 1994 machte Cabaza auf sich aufmerksam mit der Neukomposition und der Live-Aufführung der Musik zu dem Stummfilm „Der Meister von Nürnberg“ (Regie: Ludwig Berger, D 1927)

## Auszeichnungen
- 1992 Kulturförderpreis der Stadt Nürnberg
- 1995 Wolfram-von-Eschenbach-Preis des Bezirks Mittelfranken

## Diskografie
- Cabaza „Percussion Quartet“ mit Werken von Hans-Günter Brodmann, Bertold Hummel, Maurice Ohana, Werner Heider, Steve Reich (cpo)
- Cabaza „Vol. 2“ mit Werken von Heider, Roland Schmidt, John Cage (cpo)
- Cabaza „La Caccia“ mit Werken von Brodmann / Schmidt, Shin’ichirō Ikebe, sowie „La Caccia“ von Peter Kiesewetter  (cpo)
- Cabaza „In the Eye of the Storm“ mit Werken von Kiesewetter, Heider, Brodmann, Schmidt, Tüür (cpo)
- Cabaza „I – Shr“ (Ritual II) aus „Yüen Shan“ von Michael Ranta (Medienservice B. & A. Dietrich)